# Bataille de Fleurus (1690)
Pour les articles homonymes, voir Bataille de Fleurus.
Guerre de la Ligue d'Augsbourg
Batailles
- Philippsbourg (1688)
- Sac du Palatinat (1689)
- Baie de Bantry (1689)
- Mayence (1689)
- Walcourt (1689)
- Fleurus (1690)
- Cap Béveziers (1690)
- La Boyne (1690)
- Limerick (1690)
- Staffarda (1690)
- Québec (1690)
- Coni (1691)
- Mons (1691)
- Leuze (1691)
- Aughrim (1691)
- La Hougue (1692)
- Namur (1692)
- Steinkerque (1692)
- Lagos (1693)
- Neerwinden (1693)
- La Marsaille (1693)
- Charleroi (1693)
- Saint-Malo (1693)
- Rivière Ter (1694)
- Palamós (1694)
- Camaret (1694)
- Texel (1694)
- Dieppe (1694)
- Bruxelles (1695)
- Namur (1695)
- Dogger Bank (1696)
- Carthagène (1697)
- Barcelone (1697)
- Baie d'Hudson (1697)

La bataille de Fleurus a eu lieu le 1er juillet 1690 à Fleurus (en Belgique actuelle). C'est une victoire pour l'armée française commandée par le maréchal de Luxembourg contre les armées d'une coalition rassemblant les Provinces-Unies, les Impériaux, l’Espagne et l'Angleterre dirigée par le général allemand Waldeck. La France perd 3 600 hommes, alors que les coalisés en perdent plus de 20 000.

## Histoire

### Contexte
Les premiers combats de la Guerre de la Ligue d'Augsbourg se sont déroulés sur le Rhin ; mais le généralissime autrichien Waldeck, qui bénéficie de l'avantage du nombre, opère un mouvement menaçant en direction du Hainaut. L'état-major français, dirigé par le duc de Luxembourg, préfère contraindre l'ennemi à engager le combat avant qu'il ne se renforce des contingents de l'Électeur de Brandebourg. 

### Déroulement
Les artilleurs français avaient tiré sur leurs régiments d'infanterie dont ils n'avaient pas identifié les couleurs. Tous les drapeaux reçurent, comme signe distinctif commun, une écharpe blanche nouée au sommet de la hampe.
Les troupes françaises étaient sous le commandement du duc de Luxembourg, du duc de Boufflers, du duc du Maine, du duc de Choiseul, du Grand-Prieur de Vendôme, et du Prince de Conti. Un colonel de dragons, Antoine de Pompone, prépara la victoire du maréchal de Luxembourg en emportant deux redoutes élevées sur les bords de la Sambre.
Comme le précise l'historien Pierre de Ségur, 
« La journée de Fleurus fut la plus belle peut-être et la plus enivrante de celles que vécut Luxembourg. Jamais avec plus d'évidence n'éclatèrent son génie, son instinct puissant de la guerre. Nulle victoire ne fut davantage l'œuvre directe et personnelle d'un chef. »
En cette occasion, écrit le marquis de Feuquières, ce grand capitaine a capablement pensé avant de marcher à l'ennemi; il a jugé avec une justesse infinie du temps qu'il lui fallait pour se mettre en état d'exécuter ce qu'il avait pensé, et il l'a exécuté avec une vivacité qui n'a pas laissé à son ennemi le temps de remédier au coup qu'il lui portait.
Ce témoignage d'un connaisseur, tous les combattants de Fleurus le confirment unanimement. De ce jour, il conquit dans les rangs de l'armée une popularité vraiment extraordinaire. Quand il est là, chacun de nous en vaut deux, fut parmi les soldats une locution courante. Même note dans le corps d'officiers. Dans le régiment de Touraine, qui avait spécialement souffert, les capitaines dissimulèrent l'étendue de leurs pertes, par peur d'être envoyés se refaire dans d'autres quartiers, sous les ordres d'un autre chef. Comme nous voulions, écrit l'un d'eux, finir la campagne sous cet illustre général, nous ne nous plaignîmes jamais, et nous dîmes toujours que nous étions en état." Tous, en effet, sous lui se croyaient invincibles (...)

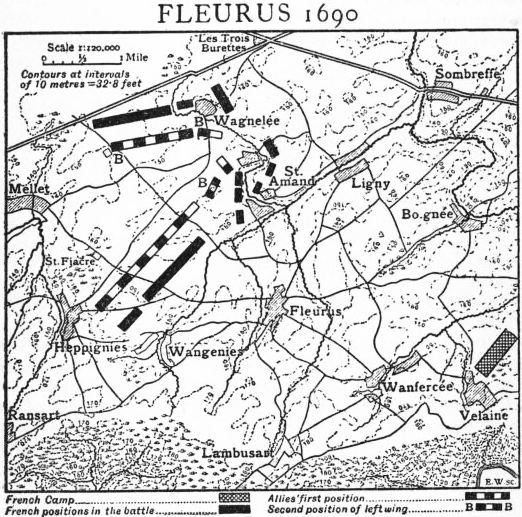
Plan de la bataille de Fleurus, reconstitué par l'Encyclopaedia Britannica (1911).

## Conséquences

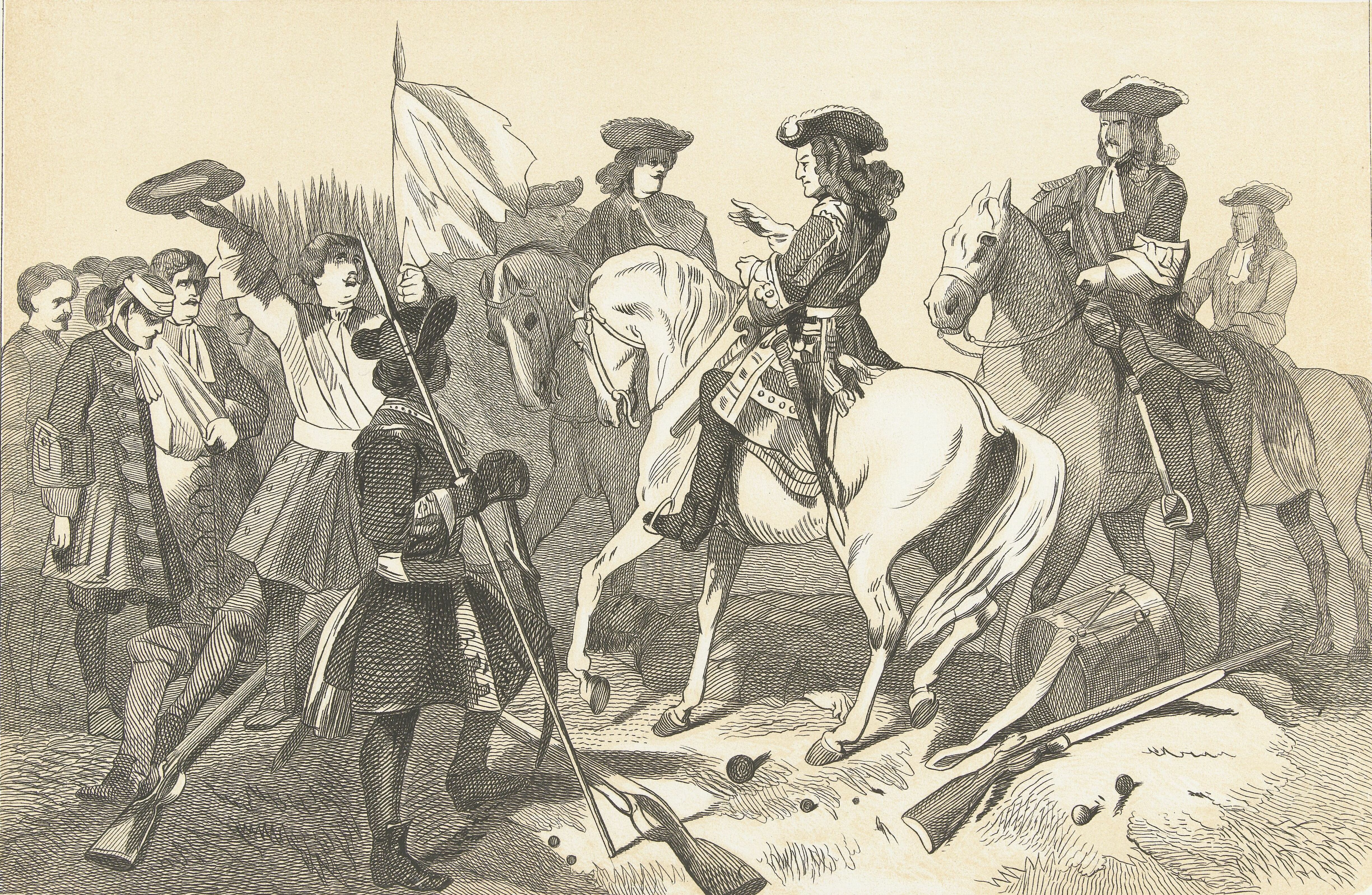
Waldeck et ses hommes après la bataille.

Fleurus passe pour l'une des batailles les plus sanglantes de cette campagne, quoique le nombre des victimes varie beaucoup selon les auteurs : pour Gaston Bodart, les Français auraient perdu 3 000 hommes et déploré autant de blessés, cependant que les Impériaux auraient eu 6 000 morts, 5 000 blessés et 8 000 hommes faits prisonniers. Périni estime que 612 officiers et 3 000 soldats français ont été tués ou blessés, faisant 5 000 morts et 9 000 prisonniers (il ne mentionne pas le nombre de blessés chez l'ennemi). Les Français se sont emparés de 48 canons et pris à l'ennemi 150 drapeaux ou enseignes. Les historiens britanniques réduisent les pertes de Impériaux à 7 000 tués et blessés, et considèrent que les Français ont essuyé les mêmes pertes,; les sources néerlandaises avancent que moins de 3000 Autrichiens ont été faits prisonniers
Les Français ont incorporé de force une partie de leurs prisonniers dans leur armée, déployant les prisonniers autrichiens et brandebourgeois en Catalogne, les Wallons sur le Rhin et les Flamands en  Savoie. La plupart désertèrent à la première occasion.
Mais malgré les lourdes pertes des Impériaux, Waldeck parvint à se replier sur Bruxelles et eut même suffisamment de temps pour reconstituer son armée austro-espagnole. Avec les contingents du Brandebourg, il disposait encore au mois d'août de 50 000 hommes prêts au combat en Flandre. Victorieux sur la Boyne en Irlande, Guillaume III d'Orange-Nassau put embarquer son armée pour les Pays-Bas et prit désormais le commandement contre la France.

## Participants français célèbres
- César Auguste de Choiseul de Plessis-Praslin, (1637-1705), commandant l'aile droite de l'armée française.
- Pierre de Montesquiou d'Artagnan, (1640-1725), brigadier des armées du roi, infanterie.
- Gournay.
- le grand prieur de Vendôme.
- Dumetz, maréchal de camp, commandant l'artillerie.
- Tilladet, commanda à la place de Gournay.
- Charles-Eugène de Lévis, cavalerie.

## Régiments français engagés
- Le duc de Choiseul[9]
  - Brigade de Lannion
    - Dragons du roi
    - Gendarmerie

  - Brigade de Montfort
    - Royal Roussillon
    - Mérinville
    - Quadt
    - Furstemberg
    - Le Maine
    - Cravates du Roi
- Rubantel, lieutenant général
  - Brigade d'Usson
    - Champagne
    - Touraine
    - Orléans
    - Greder Allemand

  - Brigade de Séguiran
    - Gardes Françaises
    - Gardes Suisses

  - Brigade d'Albergotti
    - Normandie
    - Italiens
    - régiment de Provence
    - régiment de Soissonnois

  - Brigade de la Rocheguion
    - régiment de Navarre
    - régiment du Maine
    - régiment de Vermandois
    - La Chastre

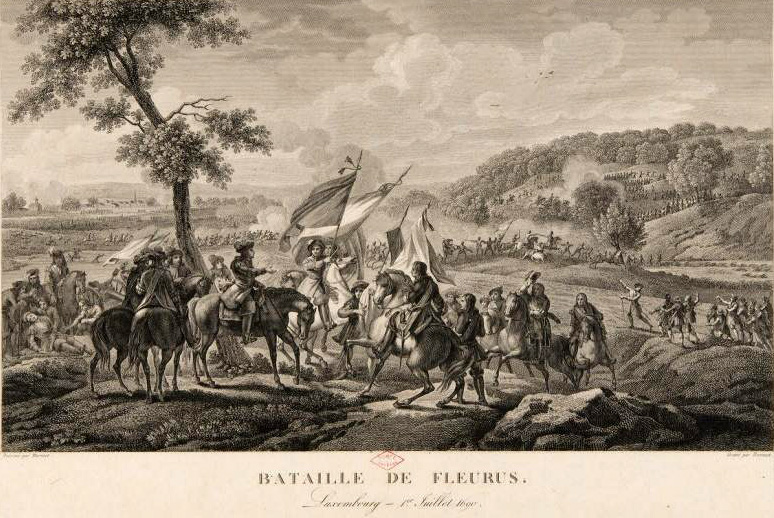
Edme Bovinet, La Bataille de Fleurus, gravure d'après François-Nicolas Martinet, Musée des Beaux-Arts d'Orléans

- Le duc du Maine lieutenant général
  - Brigade de Bolhen
    - Royal Allemand
    - Lévis
    - Châtres

  - Brigade de Léomaria
    - Condé
    - Boufflers
    - Léomaria
    - Royal Étranger
    - Pomponne
- Montrevel, maréchal de camp
  - Brigade de Maignac
    - Royal Piémont
    - Coëslin
    - Bertillac
    - Noailles
    - Maignac
- Vatteville, maréchal de camp
  - Brigade de Solre
    - régiment d'Auvergne

  - Brigade Stoppa
    - régiment de Soissons
    - régiment du Limousin
    - Bombardiers
    - Solre
    - régiment Stoppa Vieux
    - Stoppa Jeune
    - Fuziliers
    - Salis
    - régiment de Castries
- Tilladet, lieutenant général
  - Brigade du Rosel
    - Du Rosel
    - Langallerie

  - Brigade de Pracomtal
    - Sibourg
    - Roquépine
    - Imécourt
    - Phélypeaux
    - Pracomtal